# پینوکیو

پینوکیو در یک اَنیمهٔ ژاپنی برگرفته از رمان ماجراهای پینوکیو

پینوکیو (به ایتالیایی: Pinocchio) یک شخصیت داستانی و شخصیت اصلی رُمان مشهور ماجراهای پینوکیو از نویسندهٔ ایتالیایی، کارلو کلودی است. پینوکیو در واقع عروسکی چوبی است که آرزوی تبدیل شدن به پسری واقعی را دارد. همچنین او بسیار دروغ می‌گوید.

## زندگینامه (داستانی)
پینوکیو عروسکی چوبی است که آرزویی بزرگ در سر دارد؛ او آرزو دارد که از یک عروسک چوبی، تبدیل به یک پسر واقعی بشود و در این راه تلاش زیادی می‌کند. بینی او به شدت مورد توجه مخاطبین است و هنگامی که دروغ می‌گوید بینی‌اش شروع به رشد کردن می‌کند و با هر دروغ بیشتر، درازتر می‌شود.

## حضور

### ماجراهای پینوکیو
ماجراهای پینوکیو رمانی ایتالیایی نوشته کارلو کلودی (Carlo Collodi) در قرن نوزدهم است. شخصیت اصلی این رمان آدمکی چوبی به نام پینوکیو است که دماغ چوبی او مشخصهٔ بارز این شخصیت تخیلی است. در سال ۱۸۸۱ پینوکیو در یک مجلهٔ کودکان ایتالیایی توسّط کارلو لورنزینی چاپ شد. نام مستعار او کارلو کلودی که این نام را از روستای زادگاه مادرش وام گرفت.
داستان در مورد پیرمرد نجاری است که بچه‌ای ندارد و تنهاست. پدر ژپتو به‌همراه یک گربه و دارکوب که با درست کردن اشیاء چوبی امرار معاش می‌کند. او با درست کردن عروسکی چوبی به اسم پینوکیو باور می‌کند که فرزندی دارد. فرشته‌ای مهربان وقتی متوجه آرزوی قلبی پیرمرد می‌شود، با زنده کردن عروسک آرزوی پیرمرد را برآورده می‌کند. مدتی می‌گذرد، پدر ژپتو پینوکیو را مثل تمام کودکان به مدرسه می‌فرستد. پینوکیو در راه مدرسه از روی سادگی و خوش‌قلبی گول روباه مکار و گربه نره را می‌خورد و به تماشای نمایشخیمه‌شب‌بازی می‌رود. در آنجا روباه مکار او را به صاحب خیمه‌شب‌بازی می‌فروشد. پینوکیو با جوجه اردک همراهش جینا به‌ناچار در آنجا می‌ماند و به‌همراه آن‌ها از شهری به شهر دیگر می‌رود و ستارهٔ نمایش خیمه‌شب‌بازی می‌شود؛ تا این‌که تصمیم به بازگشت به خانه را می‌گیرد و در راه باز فریب روباه مکار را می‌خورد و سکه‌هایی را که از صاحب خیمه‌شب‌بازی گرفته بود از دست می‌دهد. … و در جنگل با پری مهربان آشنا می‌شود. پری که از پدر ژپتو اجازه گرفته بود مدتی از پینوکیو مراقبت می‌کند و به او درس حساب می‌دهد. یک بار به‌دلیل بازی‌گوشی به شهر احمق‌ها رفته و پشیمان برمی‌گردد؛ هنگام برگشت به خانه باز به دام روباه مکار و گربه نره می‌افتد، و ماجراهای بسیاری رخ می‌دهد و با این‌که بارها گول آن‌ها را می‌خورد ولی باز هر بار با سادگی و خوش‌قلبی با آن‌ها دوست می‌شود؛ تا این‌که سرانجام برای یافتن پدر ژپتو به دریا می‌رود و او را در شکم نهنگ پیدا می‌کند؛ و پس از نجات‌یافتن و پایان‌یافتن سفرها در آخر توسط پری مهربان به انسان تبدیل می‌شود.

پوستر پینوکیو (فیلم ۱۹۴۰)

### پینوکیو (فیلم ۱۹۴۰)
پینوکیو پویانمایی آمریکایی محصول سال ۱۹۴۰ است که به تهیه‌کنندگی والت دیزنی و از روی کتاب ماجراهای پینوکیو نوشتهٔ کارلو کلودی ساخته شد. این فیلم، دومین پویانمایی کلاسیک والت دیزنی بود که بعد از موفقیت پویانمایی سفیدبرفی و هفت کوتوله ساخته شد و توسط کمپانی آر.ک. ئو توزیع شد. همچنین پینوکیو برندهٔ جایزه بهترین ترانه اصلی اسکار شد.
در سال ۱۹۹۴ میلادی این فیلم تحت عنوان «اثر فرهنگی، تاریخی، زیبا و قابل توجه» به فهرست گنجینه ملی فیلم آمریکا اضافه شد و از نگاه انجمن فیلم آمریکا، یکی از ۱۰ فیلم انیمیشن برتر جهان است.

جلد دی‌وی‌دی ماجراهای پینوکیو (مجموعه کارتونی ۱۹۷۶)

### ماجراهای پینوکیو (مجموعه کارتونی ۱۹۷۶)
ماجراهای پینوکیو نام یک مجموعهٔ کارتونی ژاپنی است که بر پایهٔ رمان «پینوکیو» اثر کارلو کلودی ساخته شد و در سال ۱۹۷۶ میلادی منتشر شد. این اثر در کشورهایی دیگر، از جمله ایران نیز پخش شد. 

### فیلم‌های ۲۰۲۲

#### فیلم لایو اکشن رابرت زمکیس
در ۲۹ نوامبر ۲۰۱۸، گزارش شد که تام هنکس در حال مذاکرات اولیه برای بازی در نقش پدر ژپتو در فیلمی لایو اکشن از پینوکیو بود، اما پروژه را واگذار کرد. در اوت ۲۰۲۰، هنکس دوباره به پروژه پیوست. گزارش شده‌است که هنکس پس از خواندن فیلمنامه با کارگردان رابرت زمکیس برای این نقش تماس گرفته است. این فیلم در اواخر ۲۰۲۲ منتشر  شد.

#### فیلم پویانمایی گیرمو دل تورو
در سال ۲۰۰۸، گیرمو دل تورو اعلام کرد که پروژه بعدی او، اقتباسی تاریک از رمان ایتالیایی ماجراهای پینوکیو ، در دست توسعه است. او پینوکیو را پروژه پرشور خود نامیده و گفته است: «هیچ گونه هنری به اندازه انیمیشن روی زندگی و آثار من تأثیر نداشته است و هیچ شخصیتی در تاریخ به اندازه پینوکیو با من ارتباط شخصی عمیقی نداشته است. تا زمانی که یادم می آید می خواستم این فیلم را بسازم.»  این فیلم در دسامبر ۲۰۲۲ اکران  شد.